# بیرکویک
بیرکویک (به لاتین: Bjerkvik) یک روستا در نروژ است که در نارویک واقع شده‌است.

## خصوصیات
بیرکویک ۱٫۲۳ کیلومترمربع مساحت و ۱٬۱۹۴ نفر جمعیت دارد و ۶ متر بالاتر از سطح دریا واقع شده‌است.

## نگارخانه

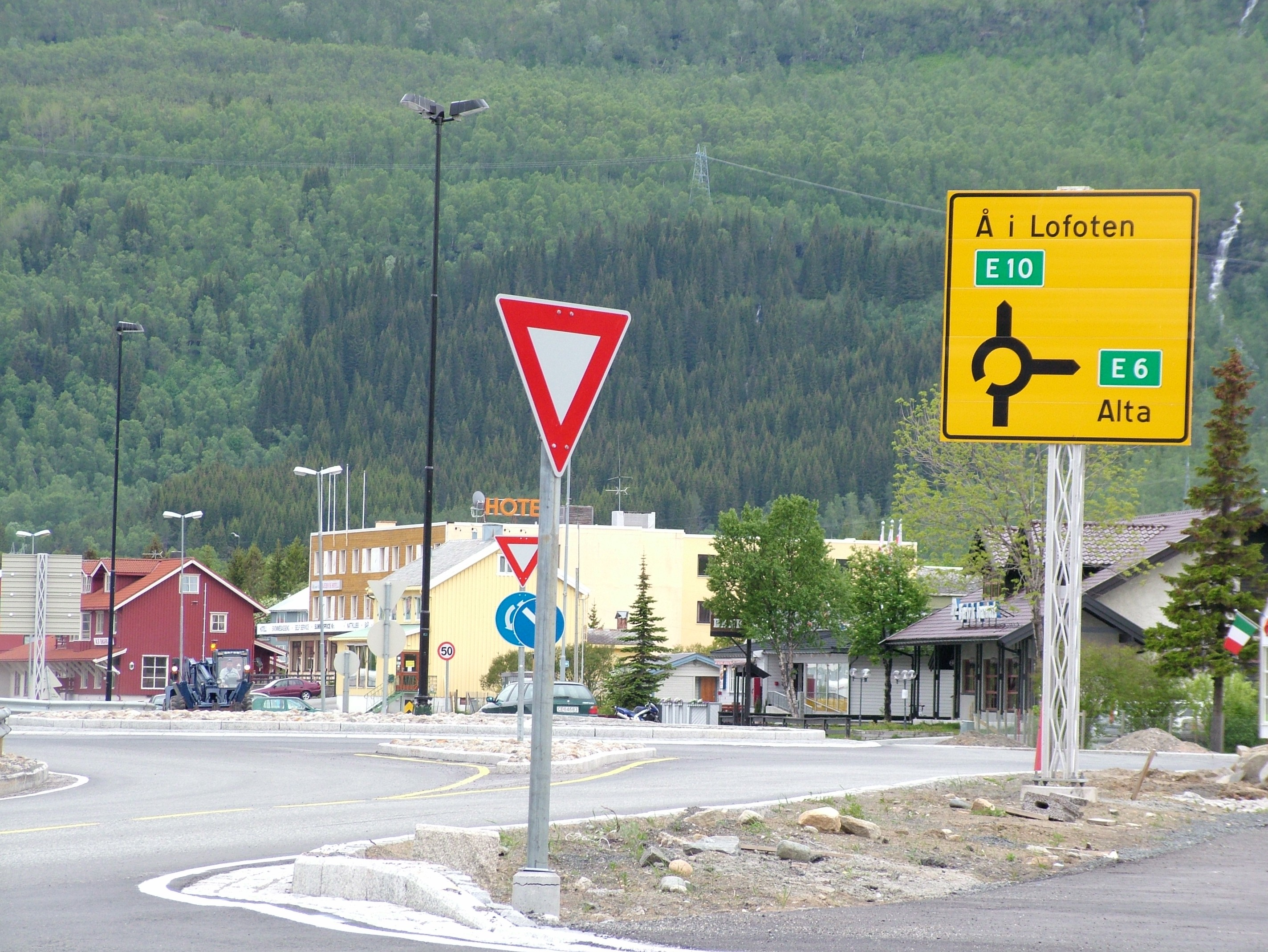
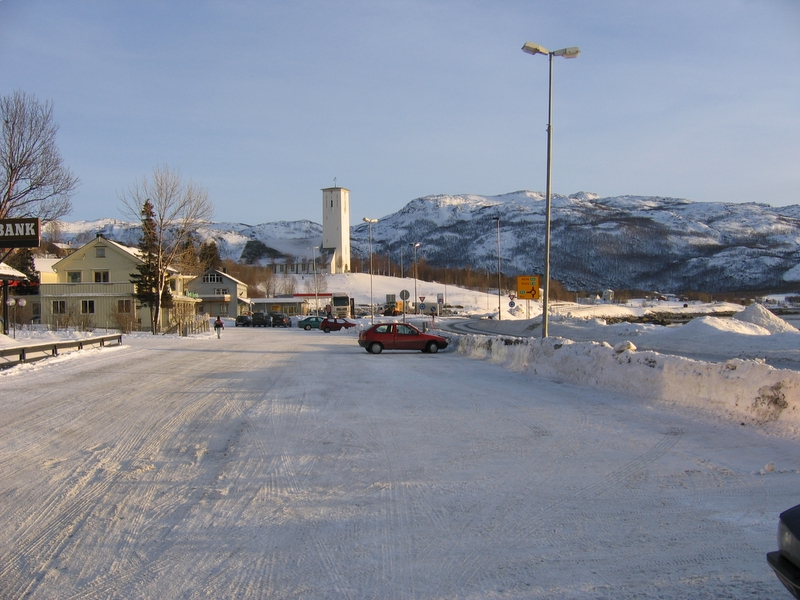
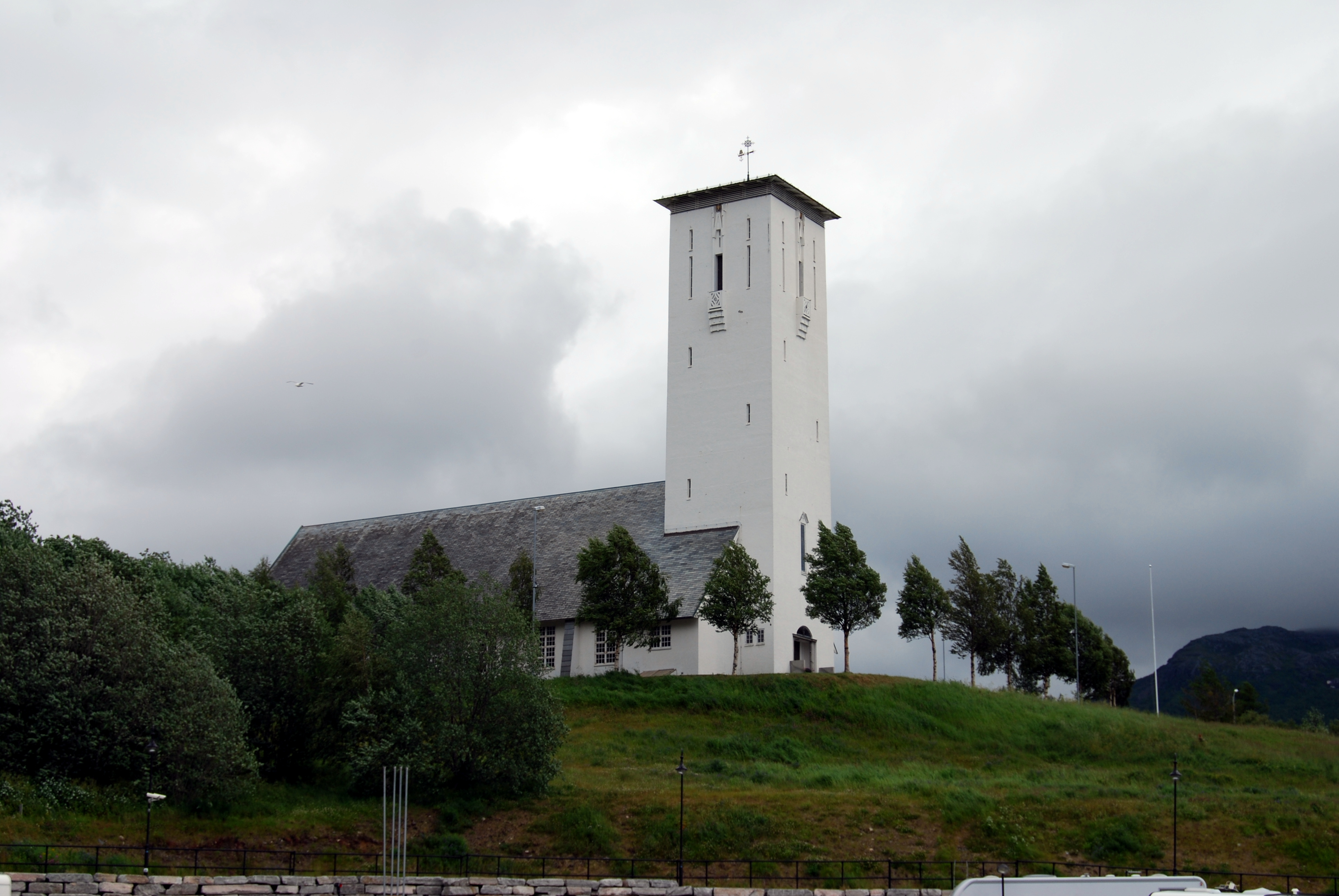
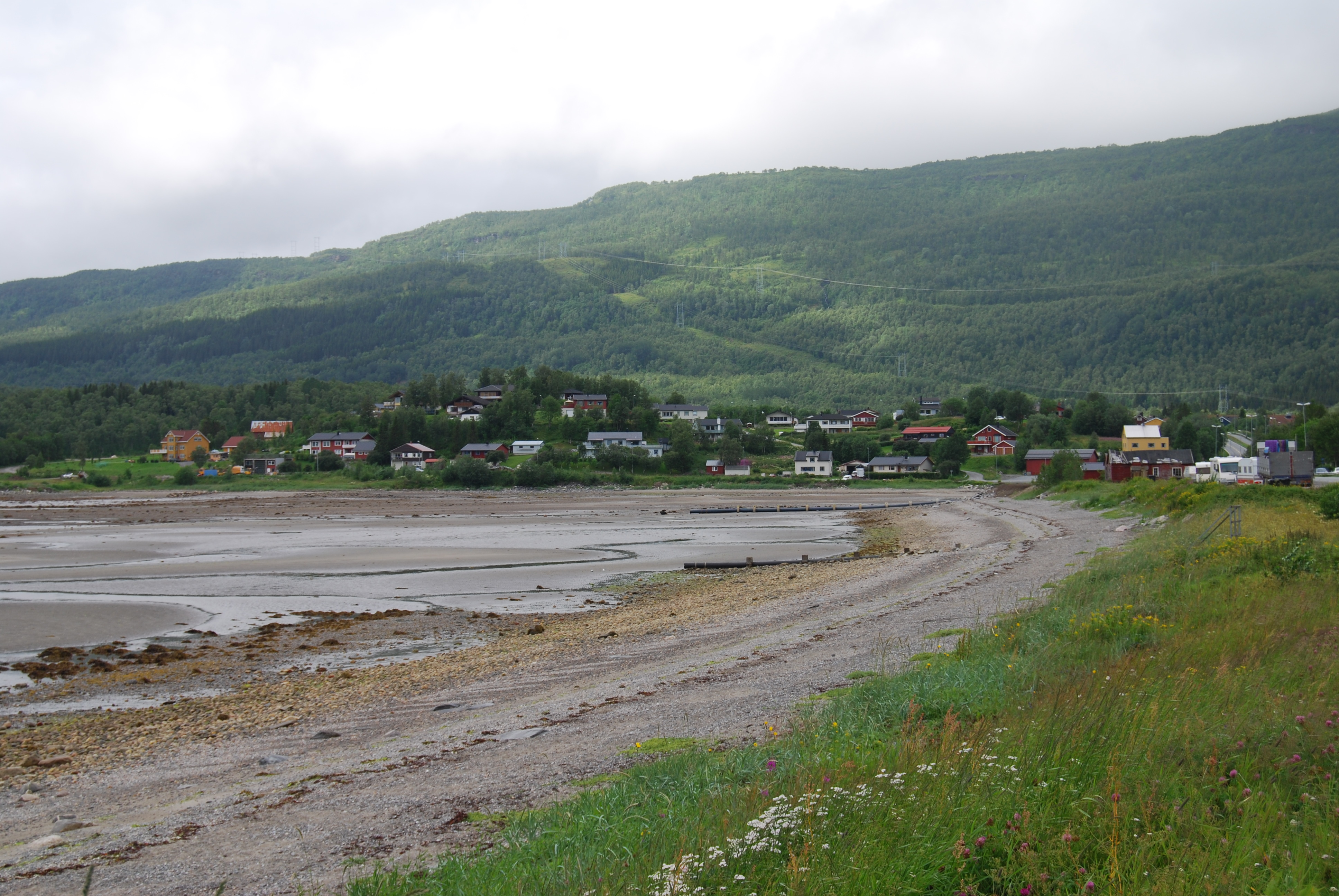